# エゾヒグマ
エゾヒグマ（蝦夷羆、えぞひぐま、学名：Ursus arctos yesoensis）は、食肉目クマ科クマ属に分類されるヒグマの亜種で、北海道（かつての蝦夷地）に生息するクマ。日本に生息する陸棲動物としては最大である。

## 分布

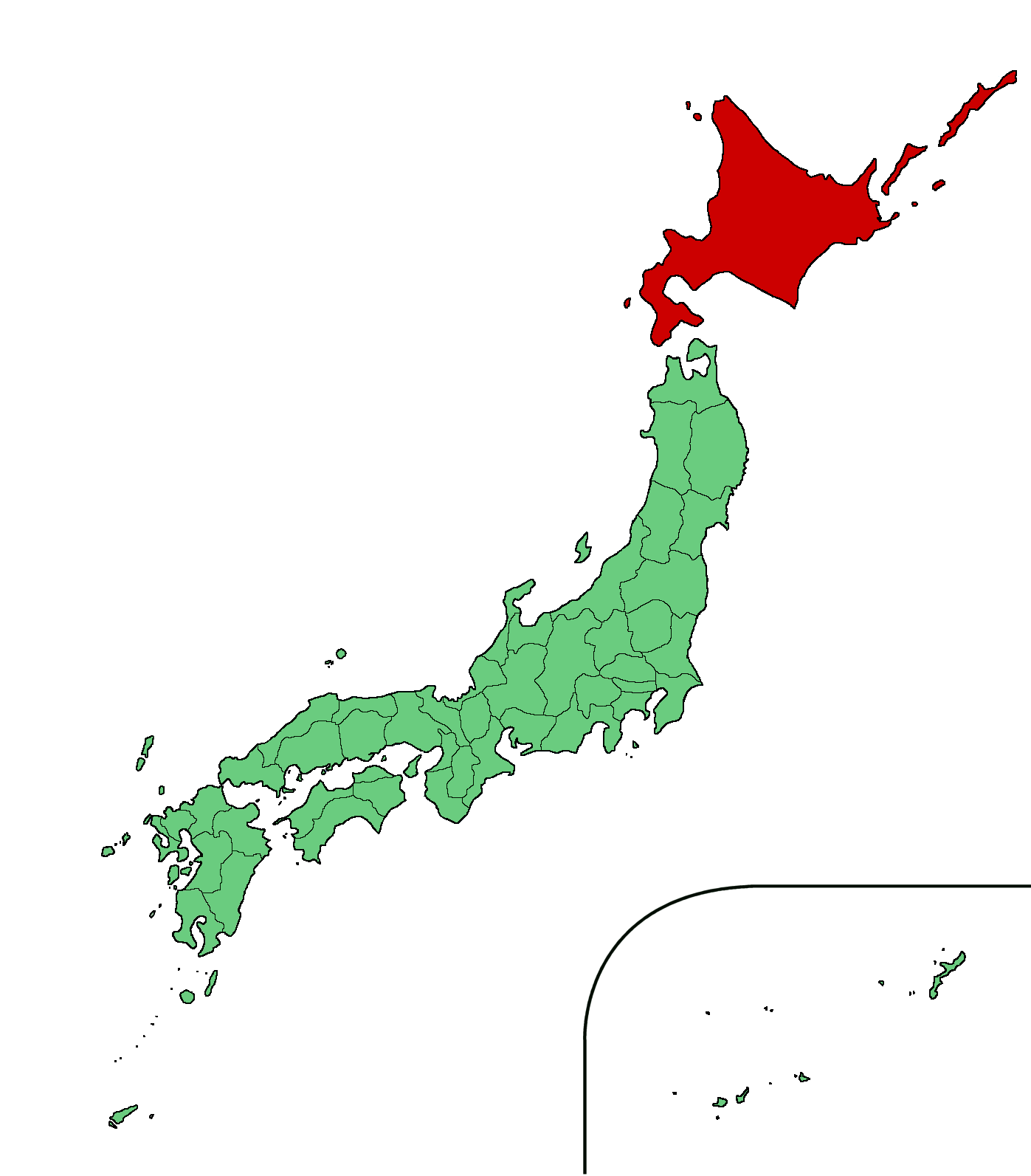
エゾヒグマの生息地

北海道の森林および原野に分布する。夏季から秋季にかけての時期は中山帯と高山帯にも活動領域を広げる。石狩西部と天塩、増毛の地域個体群は北海道庁により、絶滅のおそれがある地域個体群（LP）に指定されている。個体数は近年増加傾向にあり、2020年度の推計では北海道全域で11700頭程度と推定されている。
江戸時代末期から明治時代初期（1865年 - 1868年）にかけては、集落などのように人が多い地域を除けば、北海道全域が本亜種の生息域であったといわれている。
北海道本島のほか、国後島と択捉島にも分布する。利尻島と礼文島には生息していない。
ヒグマ種の化石はブラキストン線（津軽海峡）以南の本州と四国、九州の約1万年前の更新世末期の地層から発掘されており、本州以南にもヒグマ種が生息していたと考えられている。

## 形態

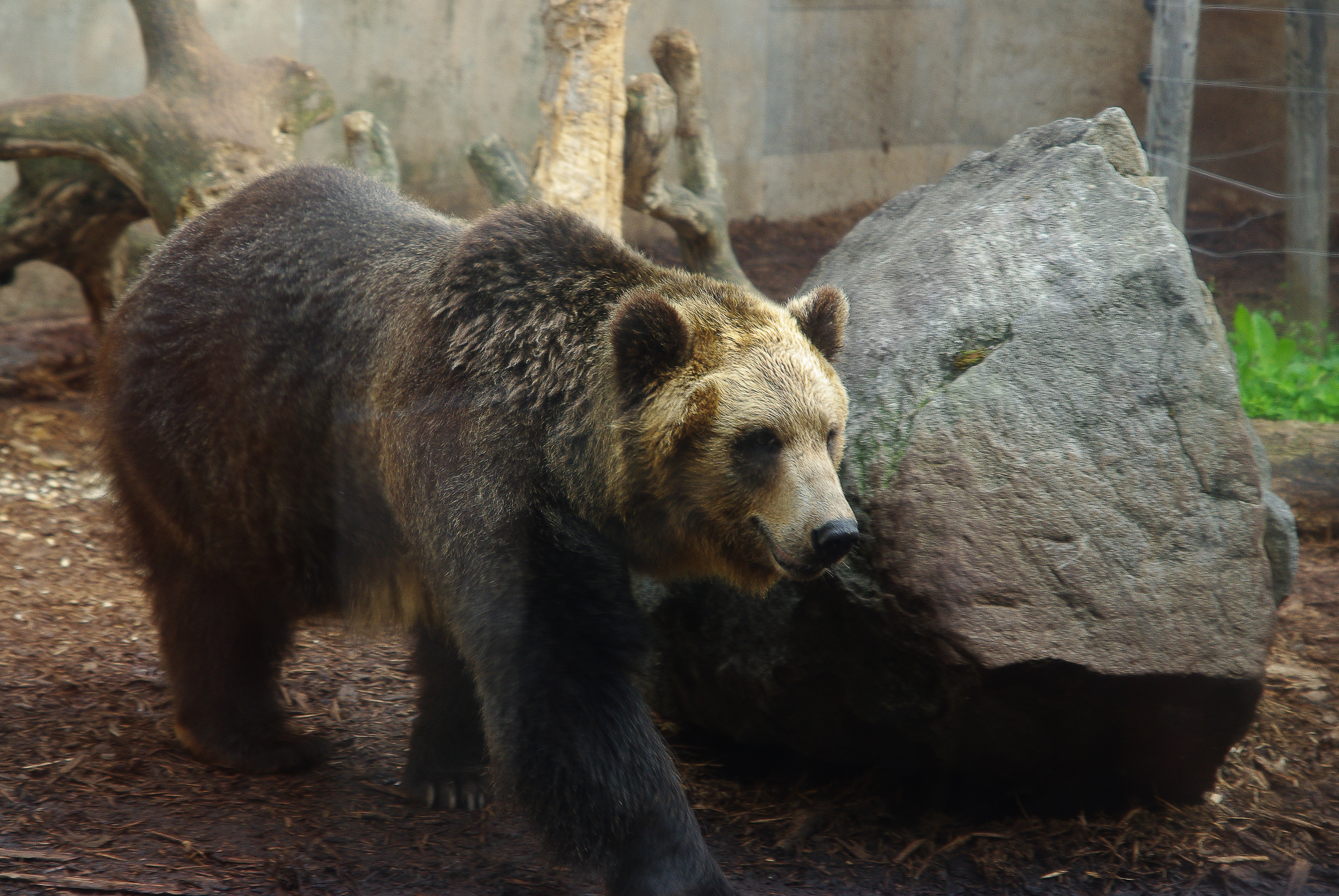
エゾヒグマ、北海道（2008年）

成獣の大きさはオスとメスとで異なり、オスの方が大きく、体長はオスが約1.9 - 2.3m、メスが約1.6 - 1.8m。体重はオス約120 - 250kg、メスが約150 - 160kg。480kgの個体もある。近年の記録に残されている最大の個体では、体重はオスが520kg（2007年、えりも町 推定17歳）、メスが160kg（1985年、推定8 - 9歳）。体長はオスが243cm（1980年、14 - 15歳）、メスが186cm（1985年、8 - 9歳）。毛色は褐色から黒色まで個体により様々であり、その色合いごとに名称が付けられている。黄褐色系の個体は金毛、白色系の個体は銀毛。頸部や前胸部に長方形様の白色がある個体は月の輪。また夏毛は刺毛で構成されており、冬毛は刺毛と綿毛で構成されている。歯数は、切歯が上6本下6本、犬歯が上2本下2本、前臼歯が上8本下8本、後臼歯が上4本下6本、合計42本。乳頭数が、胸部2対、腹部は無し、鼠径部1対、合計6個。指趾数（指の数）は、前肢（手）が5本、後肢（足・脚）が5本、合計20本。
新生子の大きさは、体長が25 - 35cm。体重は300 - 600g。視力はなく、歯も生えていない。体毛は、産毛がまばらに生えている。

## 分類
エゾヒグマの学名としてはUrsus arctos yesoensis Lydekker, 1897が使用されているが、先行して記載されたU. a. ferox Temminck, 1844を用いるべきとする説もある。
ヒグマの亜種であるウスリーヒグマ（Ursus arctos lasiotus）と同亜種とする説もある。この分類ではferox Temminck, 1844はRafinesque, 1817のホモニムとして無効名となり、lasiotus Gray, 1867が先行シノニムとなる。
ミトコンドリアDNAの分子系統解析では北海道個体群は道南、道北・道央、道東の3系統に分かれるという結果が得られており、ユーラシア大陸の個体群を含めた分析から、氷河期において異なる系統の渡来が複数あったことが示唆されている。

## 生態
本亜種の行動は、発情期と子育て期以外は単独行動である。活動時間帯は昼夜を問わず一定していない。休息場所は特に決まっておらず、気に入った場所で休息する。本亜種は犬掻きによる泳ぎが得意である。若い個体は木登りも得意であるが、それは体重が軽いためである。本亜種は手をよく使い、手の爪が伸びる速さは足の爪が伸びる速さの約2倍である。これは手をよく使うために手の爪の摩耗が速く、摩耗した爪を補うために速く伸びるものと推考できる。また後肢で2本足立もする（→立ち姿の写真）。
活動期間は、春から晩秋・初冬にかけての期間で、活動地域は平野部から高山帯に至るまで様々な地域で活動する。餌となる植物を得られない残雪（春）や降雪による積雪（晩秋・初冬）の多い地域にはおらず、植物を採食できる地域に移動している。越冬のために巣穴に籠る時期は晩秋から初冬にかけての時期で、出産は越冬期間中に行われる。
寿命は、野生下では約30歳。飼育下では、のぼりべつクマ牧場（北海道登別市）で1987年1月18日に生まれた雌の「マケンコ」が2022年同日に35歳を迎えた例がある。

### 食性
食性は雑食性である。

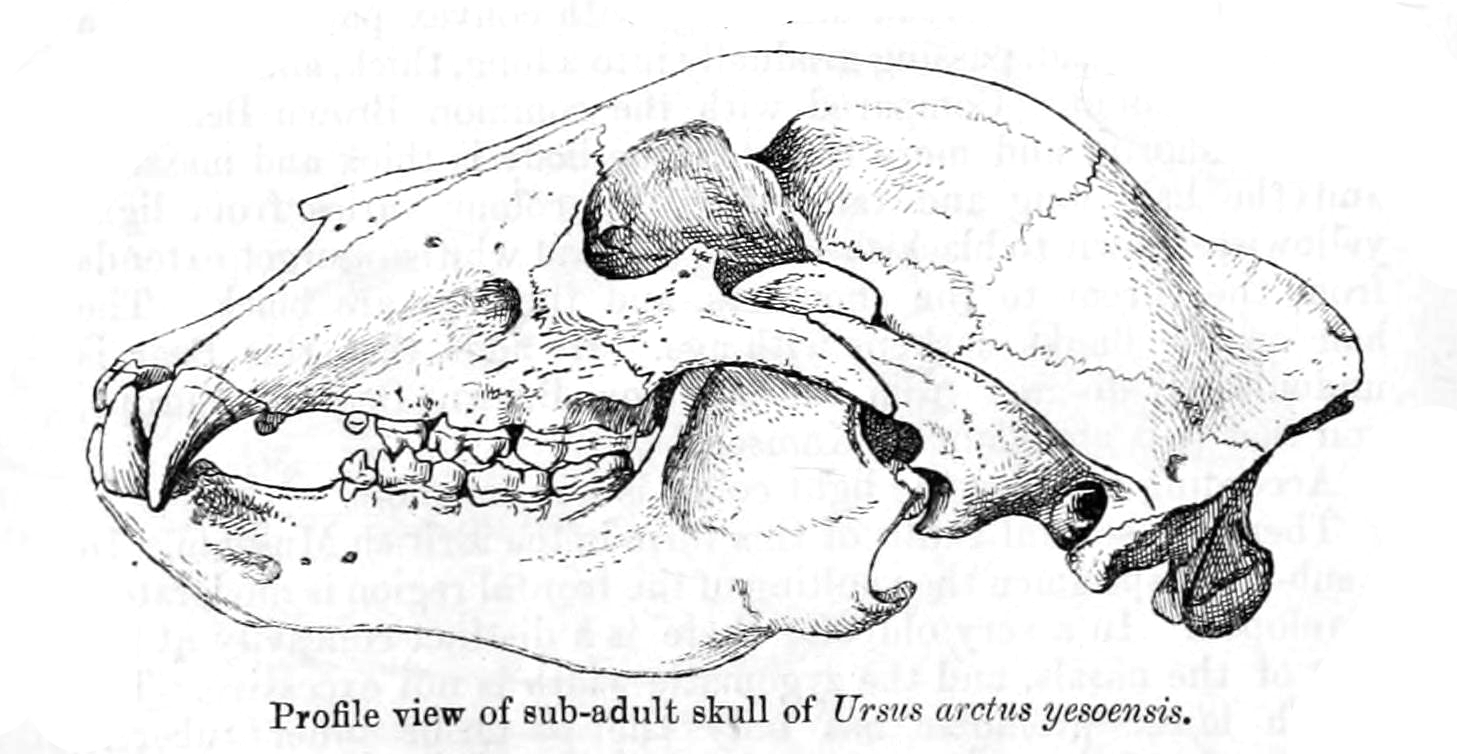
頭蓋骨

植物性のものを食べる目的は二つあり、一つは栄養を摂取するため。もう一つは便秘予防や消化促進のためである。
本亜種が前者の目的で摂取する植物は、栄養素を多量に含むフキやセリ科などの草と木の実である。
本亜種は植物繊維を分解して栄養素に変換する機構を備えておらず、また草食動物のように植物繊維を分解して栄養素に変換する腸内細菌と共棲していない。そのため本亜種がスゲ類などの植物繊維の多い植物を摂取する目的は後者（便秘予防、消化促進の為）である。
本亜種は様々な動物性のものを摂取するが、主に鳥類と哺乳類、昆虫類、水棲動物ではザリガニやサケ、その他の魚類である。本亜種は共食いをすることがある。摂取した昆虫類やザリガニの外骨格、羽毛、獣毛などは分解できず、未消化のまま排泄される。
本亜種の食性は非常に多様性に富み、人が食べることができるものは元より、それ以外のもの食べることができ、樹脂も食べる。草類は約60種類、木の実が約40種類、動物が約30種類である。
前述の通り本亜種が様々な動植物を食べるが、代表的なものをいくつか次に示す。
草本
最もよく利用される草本はアキタブキとされ、ついでエゾイラクサが食べられる。これらの植物を食べるヒグマは日本国外ではみられない。セリ科の植物（ハクサンボウフウ、シラネニンジン（別名：チシマニンジンなど）は日本国外のヒグマと同様によく餌とし、自生地域は本亜種の食餌場となっている。本亜種がミズバショウを好むという通説は誤りで、ミズバショウと混生しているザゼンソウを好んで食べる。ザゼンソウが生えていない場合はミズバショウも食べる。北海道ではグラミノイド（イグサ科やイネ科、カヤツリグサ科）の利用割合は少ない。
木の実
落ちている木の実を拾って食べる。樹木に登って食べることもある。6月中旬には実がなっているヤマグワを、9月から10月にかけてはハイマツ、タカネナナカマド、ウラジロナナカマド、クロウスゴの実を食べる。北海道の多くの地域のエゾヒグマはミズナラの堅果を利用するが、渡島半島ではブナの堅果を餌とする。
魚類
サケ・マス類を食べるエゾヒグマは知床半島の一部に限定され、北海道の多くの地域ではサケ・マス類の利用はとても少ない。知床半島では10月にテッパンベツ川に遡上したカラフトマスを捕食し、11月になるとサケを捕食することもある。1940年代まではこれらの魚類が遡上する川がある地域が北海道内に多く存在したので、そのような地域では本亜種はサケやマスを捕食していた。
節足動物（昆虫など）
アリの巣穴を掘って、出てきたアリを舐めて食べる。蟻酸の味を好むようである。特に大量にいて攻撃性の低いアリを選択的に利用することがわかっている。土中にいるコガネムシの幼虫を掘り出して食べることもある。また、沢やその周辺の石をどかしてザリガニを探して食べる。
哺乳類
北海道に広く生息するエゾシカを餌として年間を通して利用する。主に積極的に捕食する。
家畜や人を捕食することもある。本亜種がこれらを食べるときは内臓から食べ始めるという通説は誤りである。本亜種は最初に筋肉から食べ始め、最後に四肢を食べるが、肘から先の部分と膝から先の部分は食べないことが多い。頭部はなおのこと食べないことが多い。
屍肉
腐敗臭が漂う屍肉も食べる。海岸に打ち上げられて死んでいる海獣や魚類などが餌となる。屍肉食は、雑食性の動物にはよくあることである。
農作物
トウモロコシ、テンサイ、メロン、スイカ、イネなど様々な野菜や果物、穀物を食べる。北アメリカやヨーロッパではヒグマによる農作物の食害はあまりみられず、エゾヒグマ特有といえる。

### 鳴き声
成獣は相手を威嚇する時に「ウオー」「グオー」「フー」などの鳴き声を発声する。鳴き声以外にも歯を鳴らしたり、足で地面を擦ったりするなどして、音を出して威嚇する。
新生子や子グマは「ビャー」「ピャー」「ギャー」などと鳴く。

### 繁殖と子グマの独立
発情期は初夏から夏にかけての期間。妊娠期間は約8ヶ月間で、翌年の越冬期間中に巣穴で出産する。産仔数は1 - 3頭。子育てはメスだけで行う。越冬期間中に出産と母乳による子育てをするため、春に巣穴から出る頃には母グマの体重は約30%減少している。新生子は視力や歯などがない。生後6週目に聴力を得て、7週目に視力を得る。生後4ヶ月で乳歯が生え、母グマと同じものを食べるようになる。1 - 2歳になると親離れする。子グマが繁殖できるようになるのは4 - 5歳で、最年少の記録は3歳。30歳ぐらいまで繁殖が可能である。

### 冬籠り
越冬用の巣穴は山の斜面に横穴を掘り、縦穴は掘らない。他の個体が前回の越冬に使用した穴を使用することもある。岩穴や樹洞を使うことは滅多にない。独立して行動する年齢になった個体は複数個の巣穴を持っており、その使い方は個体により様々。巣穴に籠る時期は晩秋から初冬にかけての期間であるが、積雪とは関係がない。冬籠り中の体温は活動時期より4 - 5度下がる。

動物園などでの飼育下では、本亜種を冬籠りさせないことができる。また、冬ごもりさせる動物園もある。

### 熊棚
本亜種は樹木に登って木の実を食べることがあるが、そのときに熊棚（くまだな）ができる場合がある。本亜種が樹上で木の実がなっている枝を手繰り寄せたときに枝が折れることがあり、折れた枝は本亜種の臀部の下に敷く習性があり、枝の数が多くなると棚のようになるので、これを熊棚という。

## 人間との関係
エゾヒグマは人間にとって、狩猟の獲物、人間を殺傷したり農作物・家畜を食い荒らしたりする害獣、飼育・展示や文化の対象など、多様に長く関わってきた動物である。アイヌは狩りにより熊肉や毛皮などをもたらすヒグマを、キムンカムイ（アイヌ語で「山の神」の意味）として尊ぶ一方、人を食い殺した個体はウェンカムイ（「悪い神」）として狩った後は食用にすることを避けた。

### エゾヒグマが引き起こす問題

#### 農業被害
1970年代から1980年代まではエゾヒグマが農作物を荒らすことは少なかったが、1990年代後半から2000年代にかけて農作物を食べるエゾヒグマが増加した。その理由として、農業従事者の減少によって畑などに人が入ることが少なくなったため、クマが畑や人を警戒しなくなったことが挙げられている。本亜種による農業被害額は年間で1億円を超えると推定されている。ニホンツキノワグマと違って林業被害は報告されていない（樹皮に対する「クマハギ」を参照）。
家畜が襲われる被害は1970年代以降大きく減少している。しかし、2019年以降、道東地方の標茶町や厚岸町で「OSO18」により多くの家畜が襲われる被害がでている。

#### 人身被害
エゾヒグマと遭遇することで人が襲われ、負傷もしくは死亡する事例も度々発生している。札幌丘珠事件（1878年）、三毛別羆事件（1915年）、石狩沼田幌新事件（1923年）のほか、福岡大学ワンダーフォーゲル部ヒグマ事件（1970年）など複数の犠牲者を出した事例も少なくない。本州のツキノワグマの場合は偶発的に人間を殺傷してしまう例がほとんどであるが、ヒグマの場合、上記の事件では集団の人間を捕食対象として認識し、計画的に執念深く追尾し、捕らえ、捕食し、さらに遺体を持ち帰り食用として保存までしている。

### 駆除と保護

#### 駆除
エゾヒグマは害獣に指定されて100年以上経つ（2008年時点）。1875年（明治8年）12月20日に害獣に指定され、2008年（平成20年）時点では、10月から翌年1月までの狩猟期と、鳥獣保護区では狩猟期以外の時期も害獣として駆除されている。1877年（明治10年）9月22日に北海道全域で捕獲奨励金制度が始まり、1888年（明治21年）11月22日にこの制度が廃止されるまで続いた。そして1963年（昭和38年）2月3日に奨励金制度が再度始まる。1962年（昭和37年）6月に十勝岳が噴火し、降灰地域に生息していた本亜種が東へ移動し、本亜種が移動先地域の家畜に被害を与えたため、1963年（昭和38年）4月にヒグマ捕獲奨励金制度が始まり、1980年（昭和55年）3月まで続いた。1966年（昭和41年）4月に計画駆除事業（通称「春熊駆除」）が始まり、1989年（平成元年）まで続いた。駆除時期は、1966年（昭和41年）の駆除事業開始時は2月から雪解けまで。1976年（昭和51年）頃から1986年（昭和61年）までは、3月15日から5月31日まで。1987年（昭和62年）から1989年までは、地域により駆除期間を30 - 40日間に短縮した。
本州の二ホンツキノワグマとともに人身被害が深刻化したため、捕獲や生息調査を国が財政支援する「指定管理鳥獣」とするよう北海道東北地方知事会が2023年11月に要望し、伊藤信太郎環境大臣が2024年4月16日に追加したことを発表した。

#### 保護管理
急速なヒグマ分布域の縮小や推定生息数の減少を背景に1988年、当時北海道知事だった横路孝弘は北海道議会で「ヒグマは本道の豊かな自然を象徴する野生動物であり、保護面でも対応する」と述べ、翌年に1989年には春熊駆除を中止。ヒグマを保護していく大切さを訴え、ヒグマとの共存を目指す政策へとシフトさせた。2008年（平成20年）時点では、予防駆除として本亜種の駆除が続いている。殺獲数は、2005年度（平成17年度）が568頭、2006年度（平成18年度）が430頭。
駆除だけに頼らずに被害防止と共存を実現するための様々な取り組みも2000年代以降に北海道各地で行われ始めた。2000年には「渡島半島地域ヒグマ保護管理計画」が策定され、科学的なエゾヒグマの保護管理政策が実施されている。世界自然遺産に指定されている知床でも「知床ヒグマ保護管理計画」の策定に向けた取り組みが進められている。

### 新世代クマ
1990年に春熊駆除が廃止されヒグマを取り巻く環境が保護へと転換されてから15-20年以上が経過した2000年代、人に対する恐怖経験が全くない世代のエゾヒグマが現れるようになった。こうしたクマは「新世代クマ」と呼ばれ、大きな問題となっている。新世代クマとみられるエゾヒグマが住宅地に出没する事例も季節を問わず発生している。本州のツキノワグマを含めて、市街地に出没するクマの個体を「アーバンベア」（都市型クマ）と呼ぶこともある
こうした状況になると、警察によるパトロールや周辺学校での集団下校、遊歩道や公園の閉鎖が行われたり、住民が外出を控えるようになったりと物々しい騒然とした事態となる。2011年10月には千歳市や札幌市の市街地でクマが相次いで目撃され大きく報道された。

## 関連文献
- 高橋芳幸、片桐成二、石川明子、佐藤喜和、松橋珠子「糞中ホルモン、酵素およびDNAを用いたエゾヒグマの個体識別の試み」『プロ・ナトゥーラ・ファンド』第8期（1997年度）、日本自然保護協会、2010年1月23日(土)閲覧 エラー: 閲覧日が正しく記入されていません。（説明）。 [リンク切れ]
- 米田政明、阿部永「エゾヒグマ(Ursus arctos yesoensis)の頭骨における性的二型および地理的変異について」『北海道大学農学部邦文紀要』第9巻第4号、北海道大学、1976年3月、265-276頁、ISSN 03675726、NAID 120000957772。